# Mniobia conarus
Mniobia conarus är en hjuldjursart som beskrevs av Berzinš 1982. Mniobia conarus ingår i släktet Mniobia och familjen Philodinidae. Inga underarter finns listade i Catalogue of Life.